# أوسكار كوردون
أوسكار كوردون (18 يناير 1993 بتورونتو في كندا - ) هو لاعب كرة قدم كندي في مركز الوسط. شارك مع منتخب كندا تحت 18 سنة لكرة القدم ومنتخب كندا تحت 20 سنة لكرة القدم. أما مع النوادي، فقد لعب مع نادي تورونتو.

## وصلات خارجية
- أوسكار كوردون على موقع الاتحاد الدولي (مؤرشف)  (الإنجليزية)
- أوسكار كوردون على موقع الدوري الأمريكي (الإنجليزية)
- أوسكار كوردون على موقع قاعدة بيانات كرة القدم.إي يو (الإنجليزية)